# Richard Monckton Milnes

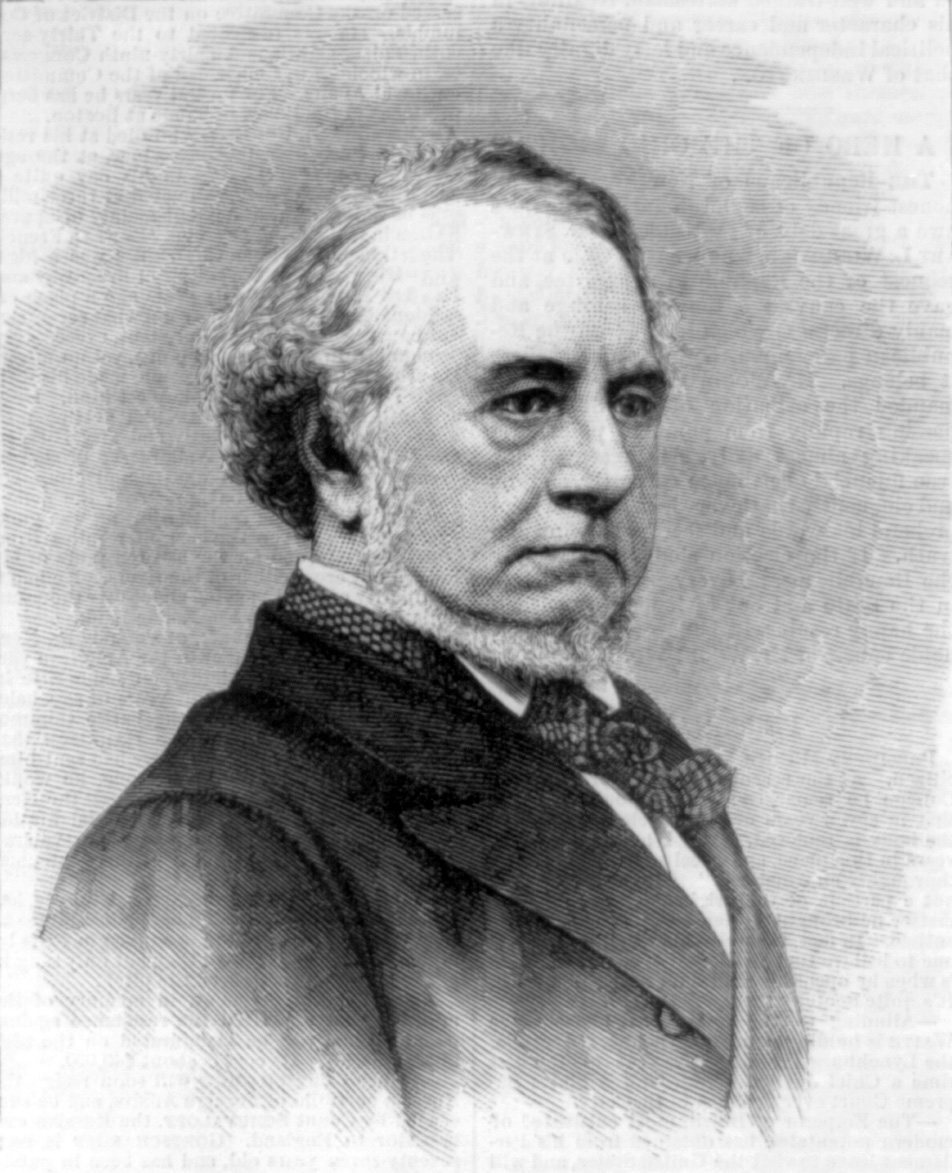
Lord Houghton. Ilustración en Harper's Weekly, 23 de octubre de 1875.

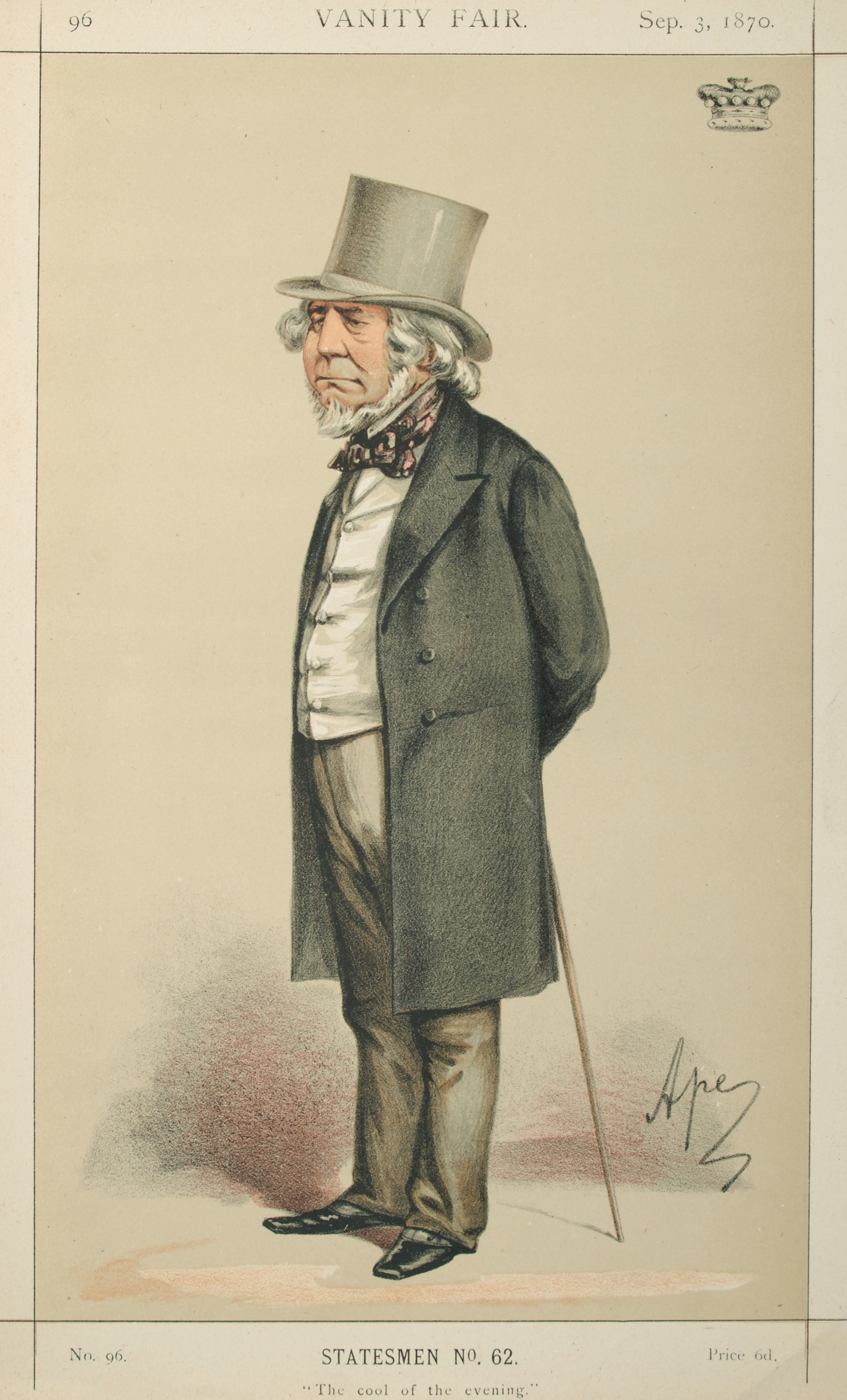
Caricatura de Lord Houghton en Vanity Fair, por Carlo Pellegrini, 3 de septiembre de 1870.

Richard Monckton Milnes (primer barón de Houghton) FRS (Londres, 19 de junio de 1809 - Vichy, 11 de agosto de 1885) fue un político, poeta e influyente mecenas literario inglés.

## Formación
Nació en Londres y fue hijo de Robert Pemberton Milnes, de Fryston Hall, Yorkshire, y de Henrietta, hija de Robert Monckton-Arundell (cuarto vizconde de  Galway). Fue educado en forma privada y en 1827 ingresó al Trinity College de Cambridge, donde fue miembro de los Apóstoles de Cambridge, junto con Tennyson, Arthur Hallam, Richard Chenevix Trench, Joseph Williams Blakesley, entre otros. Después de graduarse estudió en la Universidad de Bonn y realizó varios viajes al exterior, en particular a Italia y Grecia.

## Carrera política
Regresó a Londres en 1837 y fue elegido miembro parlamentario del partido Conservador por el distrito electoral de Pontefract. Como integrante de la facción de los peelites, apoyó al primer ministro Robert Peel en la discusión sobre las leyes conocidas como Corn Laws, pero luego se distanció y se sumó a los sectores que apoyaban a Lord Palmerston.
Fue un firme defensor de las causas progresistas de su época. Defendió la libertad civil y religiosa, apoyó la educación de los obreros, la creación de cajas de ahorros y el voto femenino. Votó por la abolición de la pena capital en 1840. Promovió la causa de la Unión contra la Confederación en la guerra de Secesión estadounidense. Rechazó las leyes que regulaban que discriminaban en el trato a quienes padecían enfermedades contagiosas. En 1846 presentó una propuesta de ley para el establecimiento de reformatorios para criminales juveniles, entre otras leyes liberales y su actuación en el parlamento fue decisiva para la aprobación de la ley de derechos de autor (Copyright Act).
El político liberal y biógrafo George W. E. Russell dijo de él: «A medida que los años pasan el no se transforma (como la mayoría de los hombres hacen) en menos liberal, sino al contrario, crece en simpatía hacia todas las causas populares, se hace más intensa su indignación contra el monopolio y la injusticia».
Junto con Sidney Herbert, Milnes fue uno de los más firmes impulsores de la obra de Florence Nightingale. Luego de que Nightingale rechazara su propuesta de matrimonio, se casó en 1851 con la Honorable Annabel, hija de John Crewe (segundo barón de Crewe), quien falleció en 1874.

## Carrera literaria
Tras sus viajes al exterior, en particular a Italia y Grecia, publicó algunas obras que mezclaban poemas y breves narraciones con el relato de sus experiencias de viaje: Memorials of a Tour in some Parts of Greece, Chiefly Poetical (1834), Memorials of a Residence on the Continent, and Historical Poems (1838), Memorials of Many Scenes (1840) y Palm Leaves (1844), pero no fueron bien recibidas por la crítica. También publicó algunos volúmenes de versos Poems of Many Years (1838), Poetry for the People (1840) y Palm Leaves (1844).
Su obra literaria posterior estuvo muy influida por cuestiones eclesiásticas. En 1841 escribió un tratado que fue elogiado por John Henry Newman. Tras el impacto generado por el libro de ensayos religiosos Essays and Reviews, relacionados con la Iglesia General, defendió la posición tractariana en One Tract More (1841). En 1848 publicó en dos volúmenes Life, Letters and Literary Remains of John Keats sobre la base de material mayormente proporcionado por Charles Armitage Brown, amigo del poeta. Este trabajo ayudó a revalorizar la obra del poeta, por ese entonces desvalorizada y olvidada. Sus baladas estuvieron entre las más populares de su época.
Sin embargo, su principal virtud fue la capacidad de detectar y alentar el talento literario en sus contemporáneos. Estuvo rodeado de las más brillantes mentes de su época y fue el primero en reconocer y elogiar la obra de muchos de ellos. Buena parte de su reputación se basaba en su capacidad para orientar a la opinión pública en cuestiones literarias. Fue un desinteresado mecenas literario, que nunca abusó de los privilegios de su posición. Aseguró una pensión para Tennyson, dio a conocer a Ralph Waldo Emerson en el Reino Unido y fue uno de los primeros en difundir la obra de Algernon Charles Swinburne. Ayudó a  Coventry Patmore para que obtuviese un empleo en el Museo Británico. Estimuló el conocimiento de la obra del poeta David Gray escribiendo el prefacio de su obra The Luggie, luego de asistirlo durante sus últimos días de vida.
Milnes ha sido considerado como el más probable autor de The Rodiad, un poema pornográfico sobre el tema de la flagelación. Era poseedor de una monumental biblioteca, que incluía una colección de literatura erótica solo conocida por su círculo íntimo. Parte de su colección de libros fue destruida por un incendio en su residencia de Fryston Hall, en 1876. Su hijo, el marqués de Crewe, donó la mayor parte de sus manuscritos a la Biblioteca Wren del Trinity College a su muerte en 1945. A la muerte de la nieta de Monckton-Milnes, la Duquesa de Roxburghe, en 2014, ésta legó todos sus libros al Trinity College.

## Muerte
Lord Houghton falleció el 11 de agosto de 1885 en Vichy, Francia, a los 76 años, y fue sepultado en Ferry Fryston. Fue sucedido en la baronía por su hijo Robert Crewe-Milnes (primer marqués de Crewe), quien fue un destacado político liberal y fue nombrado earl de Crewe en 1895 y marqués de Crewe en 1911.